# 徐乾学
徐 乾学（じょ けんがく、崇禎5年（1632年） - 康熙33年（1694年））は、中国清代初期の学者・政治家。字は原一。号は健庵・玉峰先生。室名として伝是楼・碧山堂・冠山堂・頤保楼・願遂室・怡顔堂などがある。教習堂・憺園・碧山・遂園・東海とも称する。蘇州府崑山県の出身。

## 生涯と業績
顧炎武の甥にあたる。8歳から良く文を読み、県学生・監生から順治17年（1660年）に挙人となり、康熙9年（1670年）に進士となる（探花、3番で合格）。同時に内弘文院の編修に任命され、康熙21年（1682年）に明史編纂総裁官、康熙24年（1685年）に大清会典副総裁、康熙25年（1686年）に大清一統志副総裁、そして内閣学士・経筵講官と礼部侍郎を兼任。康熙帝に近侍し、著作に関する任務をほとんど任されるほどになった。学者としては胡渭・万斯同・閻若璩・黄儀・顧祖禹などと往来する。
康熙26年（1687年）に都御史、康熙27年（1688年）に会試正考官と刑部尚書となるなど毎年のように昇進していたが、この頃から諸臣・皇子らが党派をつくり争い合う風潮があり、徐乾学もまた客を好み党をかまえ、高士奇・王鴻緒などの姻戚・友人たちの首魁（）となり、弟である徐元文・徐秉義とともに崑山三徐とも称された。家人や問客のうちに奸利（）を働く者があり、御史の郭琇は「徐乾学は党を結び、巨額の賄賂を収めている」として弾劾し、副都御史の許三礼は「乾学律身不厳」と上疏（）した。朋党同士の攻撃として、誇張されているとしても必ずしも虚言だけとも考えられない。
そのため、刑部尚書を辞して修書の総裁のみに就き、康熙28年（1689年）に郷里に戻り著述に専念する。文章・学問に熟達していることを理由に、康熙帝がふたたび召したときにはすでに没していた。遺言として、編纂されていた『大清一統志』を上納し、死後ではあるが、元の官職に復された。

## 編纂
- 『明史』（奉勅）
- 『大清会典』（奉勅）
- 『大清一統志』（奉勅）
- 『世祖章皇帝聖訓』（奉勅）（1687年）
- 『太宗文皇帝聖訓』（奉勅）（1687年）
- 『通志堂経解』（1680年）
- 『鑒古輯覧』
- 『古文淵鑒』（64巻）

## 著述
- 『澹園集』（30巻）
- 『憺園集』（36巻）
- 『読礼通考』（120巻）
- 『文集』（24巻）
- 『外集』（4巻）
- 『虞浦集』
- 『詞館集』
- 『碧山集』
- 『歴代宗廟考』
- 『輿地備考』
- 『輿地紀要』
- 『輿地志』
- 『資治通鑑後編』（184巻）
- 『伝是楼宋元板書目』（1巻）
- 『伝是楼書目』（8巻）
- 『教習堂條約』（1巻）